# گیوم گراخن
گیوم گراخن (انگلیسی: Guillaume Graechen؛ زادهٔ ۲۴ آوریل ۱۹۷۷) بازیکن فوتبال اهل فرانسه است.
از باشگاه‌هایی که در آن بازی کرده‌است می‌توان به باشگاه فوتبال دیژون، باشگاه فوتبال آنژه، و باشگاه فوتبال سدان اشاره کرد.